# Laurence Maillart-Méhaignerie
Laurence Maillart-Méhaignerie, née le 5 avril 1967 dans le 12e arrondissement de Paris, est une femme politique française.
D'abord membre de l'Alliance centriste, elle rejoint La République en marche (LREM), puis est élue députée dans la deuxième circonscription d'Ille-et-Vilaine lors des élections législatives françaises de 2017. Elle est présidente de la commission du Développement durable et de l'Aménagement du territoire et vice-présidente du groupe LREM de 2020 à 2022. Elle est réélue députée lors des élections législatives de 2022 mais ne parvient pas à l'être en 2024.

## Vie privée
Laurence Maillart naît le 5 avril 1967 dans le 12e arrondissement de Paris. D'abord responsable des affaires européennes à la région Bretagne entre 1992 et 2000, elle travaille ensuite à la Caisse des dépôts et consignations. Elle dirige l'agence éditoriale Mediaverbe qu'elle a fondée en 2007.
Mariée à un neveu de Pierre Méhaignerie et mère de trois enfants, elle vit à Rennes depuis 2012.

## Parcours politique

### Débuts
Laurence Maillart-Méhaignerie se présente comme une « démocrate-chrétienne ».
Son premier engagement politique date des élections européennes de 2014 : elle est présente en deuxième position sur la liste UDI-MoDem dans la circonscription Ouest, derrière Jean Arthuis,. Elle devient collaboratrice parlementaire à mi-temps de Jean Arthuis, député européen, en circonscription, à partir de cette année et ce jusqu'à son investiture aux élections législatives, le 17 mai 2017. En 2015, elle est en 6e position sur la liste d'union de la droite et centre en Ille-et-Vilaine pour les élections régionales.

### Députée
Membre de l'Alliance centriste, l'une des composantes de l'UDI, depuis 2014, elle est investie par le parti le 28 juin 2016 pour les élections législatives de 2017 dans la deuxième circonscription d'Ille-et-Vilaine. Son investiture n'est pas renouvelée à la suite de l'accord signé entre Les Républicains et l'UDI pour les élections législatives, sans doute en raison de son ralliement à En marche.
Elle apporte son soutien à Emmanuel Macron en janvier 2017,.
En mai, La République en marche l'investit pour les élections législatives de juin sous les couleurs du MoDem après le retrait de Gaspard Gantzer, investi dans un premier temps. Le 18 juin 2017, elle remporte le second tour de l'élection législative avec 74,44 % des voix exprimées.
Membre de la commission du développement durable et de l'aménagement du territoire, elle en est désignée vice-présidente par son groupe en septembre 2018 pour remplacer Jacques Krabal.
En 2018, elle a voté contre un amendement qui interdisait l'usage du glyphosate en France, qu'elle avait présenté en séance en tant que rapporteure de la commission du développement durable après avoir demandé sans succès le retrait de cet amendement lors des débats en commission, affirmant sur Twitter qu'il n'y a « pas besoin de légiférer pour l’interdire », faisant « confiance aux acteurs pour organiser la fin du glyphosate » .
En 2019, elle est responsable, au sein du groupe LREM, du projet de loi anti-gaspillage pour une économie circulaire.
En mai 2020, elle est nommée vice-présidente du groupe LREM, « chargée de l’animation des « whips » et de la coordination des Groupes d’animation politiques (GAP) aux côtés de Bénédicte Peyrol ».
En septembre 2020, lors de la remise en jeu de la présidence de la commission du développement durable et de l'aménagement du territoire après l'entrée de Barbara Pompili au gouvernement, elle gagne l'élection interne au groupe LREM face à Jean-Charles Colas-Roy au second tour (145 voix contre 118).
Lors des élections législatives de 2022, elle est investie par la majorité présidentielle et est réélue comme députée au second tour avec 51,82 % des voix exprimées.
Elle est nommée, par arrêté ministériel en date du 31 janvier 2023, présidente du Conseil national de l'alimentation, pour un mandat de trois ans,. 
À la suite de la dissolution de l'Assemblée nationale en juin 2024, elle est battue au second tour dans l'une des rares triangulaires par Tristan Lahais. 

## Autre engagement
Laurence Maillart-Méhaignerie est l'une des administratrices de la Maison de l'Europe de Rennes et de Haute Bretagne. Depuis février 2016, elle s'investit également dans l'association Engagées.bzh dont l'objectif est de favoriser l'engagement des femmes dans la vie publique.

## Controverses
En septembre 2020, Contexte indique que ses anciens assistants parlementaires sont « unanimes ou presque » pour la décrire comme « exigeante jusqu’à l’excès, parfois brutale dans ses méthodes et versatile dans le choix de ses sujets de prédilection », accompagnée de « la réputation d’user plus vite que les autres ses collaborateurs ».
En juin 2022, selon « une liste noire [...] circulant sous le manteau à l'Assemblée nationale » que le Canard enchaîné a consultée, « l'élue bretonne a usé 29 assistants » pendant son mandat de 2017 à 2022, dont l'un a été congédié au début de la période d'essai, un autre « a dû durer six mois » ; elle se place ainsi comme « championne du hit-parade » parmi 20 autres parlementaires usant entre 20 et 29 assistants.

## Synthèse des mandats
Députée
- Entre le 19 juin 2017 et le 9 juin 2024 : députée de la deuxième circonscription d'Ille-et-Vilaine.

## Résultats aux élections législatives
| Année | Parti  | Parti | Circonscription      | 1er tour | 1er tour | 1er tour | 2d tour | 2d tour | 2d tour |
| Année | Parti  | Parti | Circonscription      | Voix     | %        | Rang     | Voix    | %       | Issue   |
| ----- | ------ | ----- | -------------------- | -------- | -------- | -------- | ------- | ------- | ------- |
| 2017  |        | LREM  | 2e d'Ille-et-Vilaine | 24 727   | 46,48    | 1er      | 26 922  | 74,44   | Élue    |
| 2022  | 22 630 | LREM  | 2e d'Ille-et-Vilaine | 41,41    | 1er      | 28 165   | 51,82   | Élue    |         |
| 2024  |        | RE    | 2e d'Ille-et-Vilaine | 25 792   | 34,24    | 2e       | 29 342  | 39,42   | Battue  |